# Hot Girl Bummer
Hot Girl Bummer is een nummer van de Amerikaanse muzikant Blackbear uit 2019. Het is de eerste single van zijn vijfde studioalbum Everything Means Nothing.
Hoewel de titel geïnterpreteerd werd als een woordspeling op Hot Girl Summer van Megan Thee Stallion, ontkende Blackbear dat en zei hij dat de titel afgeleid was van de hashtag "#hotgirlsummer". Blackbear geeft in de tekst een satirische kijk op uitgaan in die tijd, en je omgeven met mensen van in de 20. "Hot Girl Bummer" bereikte de 11e positie in de Amerikaanse Billboard Hot 100. In de Nederlandse Top 40 kwam het nummer tot een 25e positie, terwijl het in de Vlaamse Ultratop 50 goed was voor een 21e positie.